# Глёден, Вильгельм фон
Барон Вильгельм фон Глёден (нем. Wilhelm von Gloeden; 16 сентября 1856, усадьба Фольксхаген близ Висмара — 16 февраля 1931, Таормина) — немецкий фотограф, живший и работавший в Италии. Один из крупнейших мастеров изображения мужской наготы, родоначальник гомосексуальной иконографии, предшественник перформанса.

## Биография

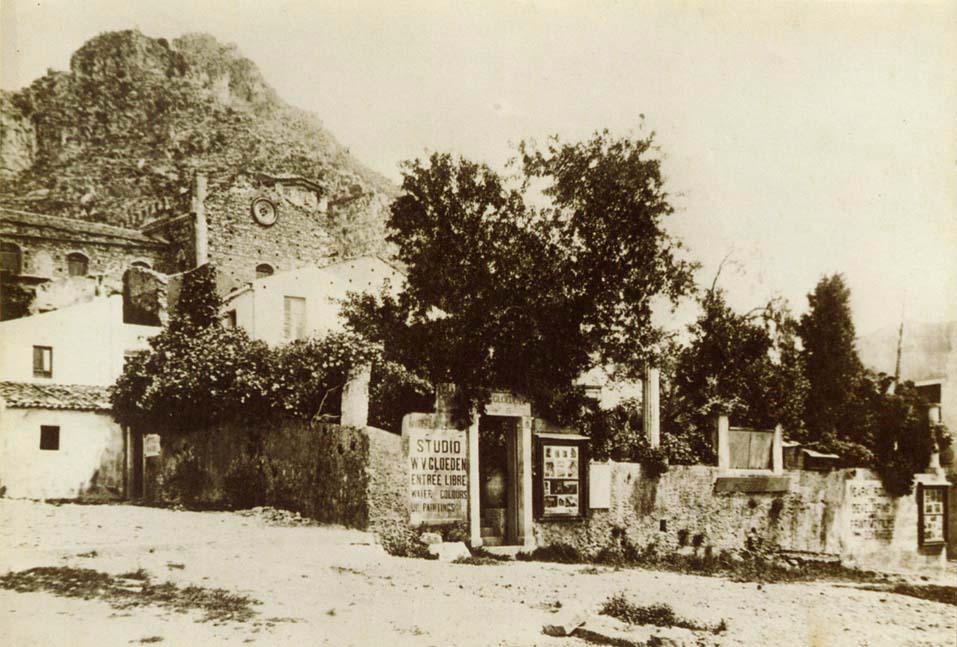
Дом и студия фон Глёдена в Таормине

Пасынок влиятельного прусского политика барона фон Гаммерштейна. Изучал историю искусства в Ростоке и Висмаре, готовился стать художником.
Стремясь побороть обнаружившийся у него туберкулёз, в 21 год по совету врачей переехал на Сицилию и обосновался в Таормине. Занялся фотографией, в чём начинающему помог его также переселившийся в Италию двоюродный брат Вильгельм Плюшов. В 1905 году прошла первая выставка его фоторабот на территории Российской империи — в Риге.
Дом барона в Таормине посещали такие знаменитости «прекрасной эпохи», как Оскар Уайлд, Рихард Штраус, Габриеле д’Аннунцио, Гульельмо Маркони и Элеонора Дузе. Во многом благодаря успеху его фотостудии Таормина превратилась в курорт международного реноме; здесь стали приобретать недвижимость состоятельные гомосексуалы из других стран Европы. Глёден похоронен на протестантском кладбище Таормины (фото могилы).

## Творчество и наследие
Хотя фон Глёден прославился прежде всего изображением обнаженной мужской натуры, при жизни в основном экспонировались его более традиционные фотоработы. Моделями ему служили местные юноши наподобие Винченцо Гальди (часто его любовники), но композиция фотографий, как правило, строилась с опорой на образцы античного искусства, с использованием живописной природы Южной Италии. Также ему принадлежат портреты (включая автопортреты) и пейзажи (в основном фотографии руин).
В искусстве фон Глёдена реализована лучшая возможность раздвоенной между позитивизмом и романтизмом культуры второй половины XIX века: стремление к фактической правде жизни и реалистическому воспроизведению древности сочетается в нём с романтической внеморальной идеей тотальной красоты и вечной безгрешной природы, в том числе и человеческой, воплощенной в прекрасной естественности чувств.искусствовед Чарльз Лесли
Постановочные костюмированные фотографии эфебов отражали моду конца XIX века на «живые картины» и по своей эстетике близки к неоакадемическим полотнам Л. Альма-Тадема. Барон придавал большое значение гриму и косметике, одним из первых экспериментировал с фотофильтрами. Доходами от продажи фотографий делился со своими моделями (что было для того времени редкостью).

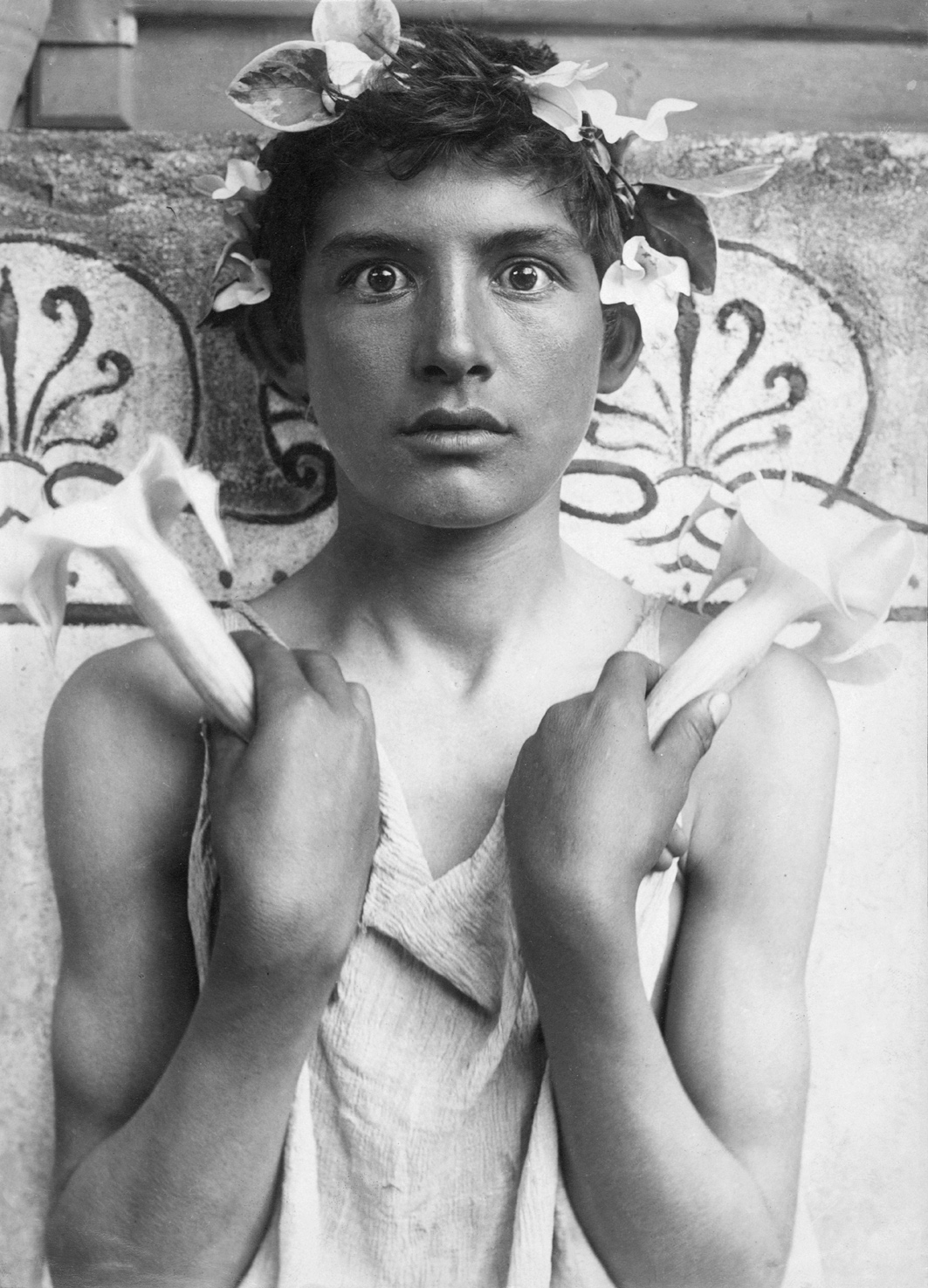
«Гипноз» (около 1900 года)

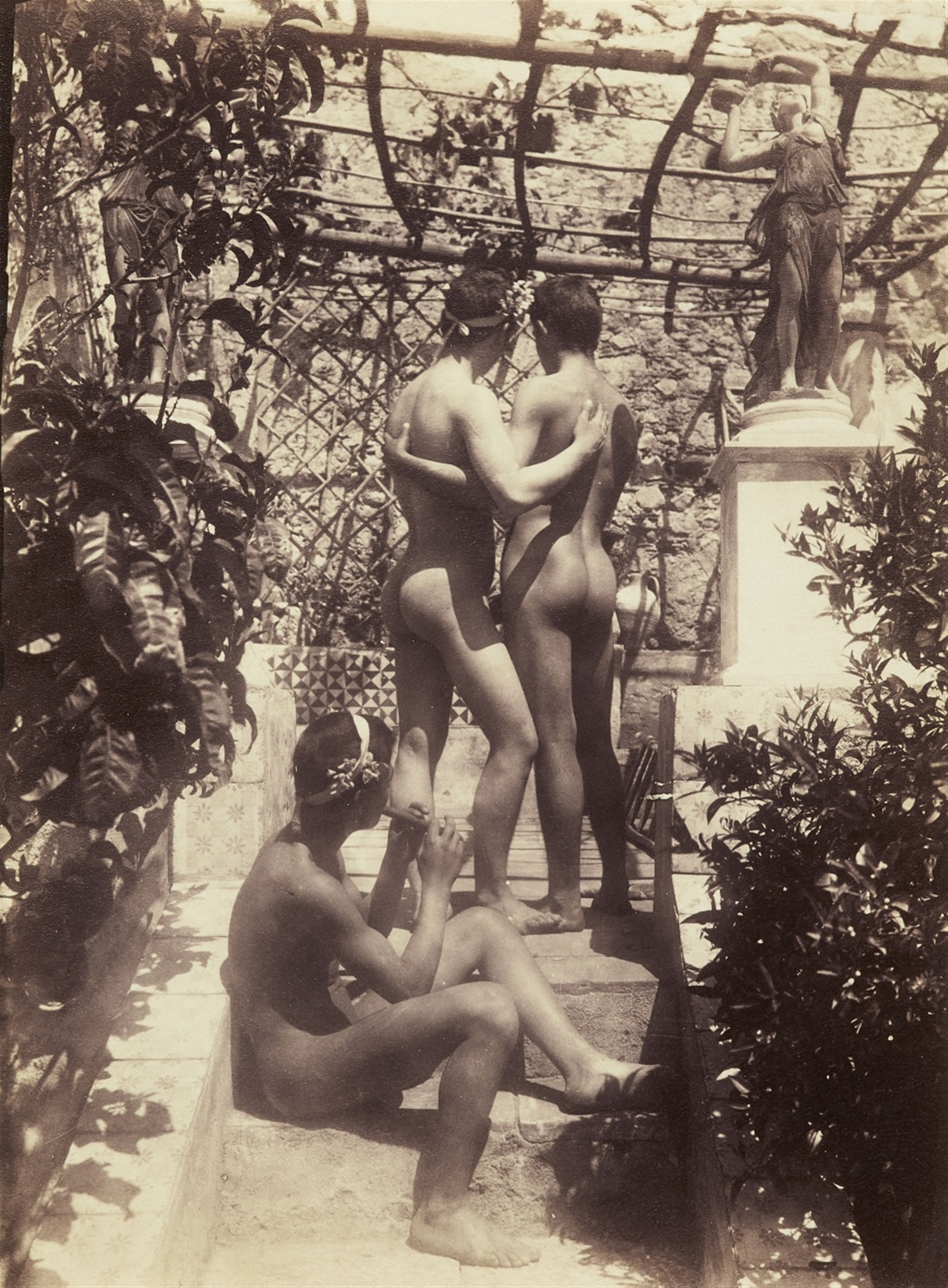
Фото из альбома «Отроки в Аркадии» (начало 1890-х)

Работы ценили Оскар Уайлд, Анатоль Франс, Габриеле д’Аннунцио, Вильгельм II, король Эдуард VII, Альфред Крупп, Рихард Штраус и др., хотя многие ценители изящного отметали их как китч. Небольшой мемуар о посещении фон Глёдена оставила Зинаида Гиппиус, также он упоминается в её дневнике «Contes d’amour».
Фотонаследие (несколько тысяч клише) по завещанию отошло одному из его натурщиков и возлюбленных. В 1936 году 2,5 тысячи клише были уничтожены фашистской полицией Италии как порнографические, а их владелец был на короткое время отправлен в тюрьму. После смерти натурщика в 1963 году его сын продал сохранившиеся клише антиквару.
Первая монографическая выставка работ фон Глёдена в Италии состоялась в Сполето в 1978 году и вызвала общественный скандал. С 2000 года во флорентийском музее Алинари создан фонд фон Глёдена. Широко расходятся открытки с его фотоработами, издаются и переиздаются каталоги его выставок, монографии о нём; к одной из первых (1978) написал предисловие Ролан Барт.